# 瓜拉雷马
瓜拉雷马是巴西圣保罗州的一个市镇。总面积270.82平方公里，总人口28344人（2015年） ，人口密度100人/平方公里。